# 圣日尔达
圣日尔达（法語：Saint-Gildas）是法国阿摩尔滨海省的一个市镇，位于该省中部，属于圣布里厄区和普莱洛县（Plélo）。该市镇总面积15.54平方公里，2009年时的人口为295人。

## 人口
圣日尔达人口变化图示